# Sibylle Lewitscharoffová

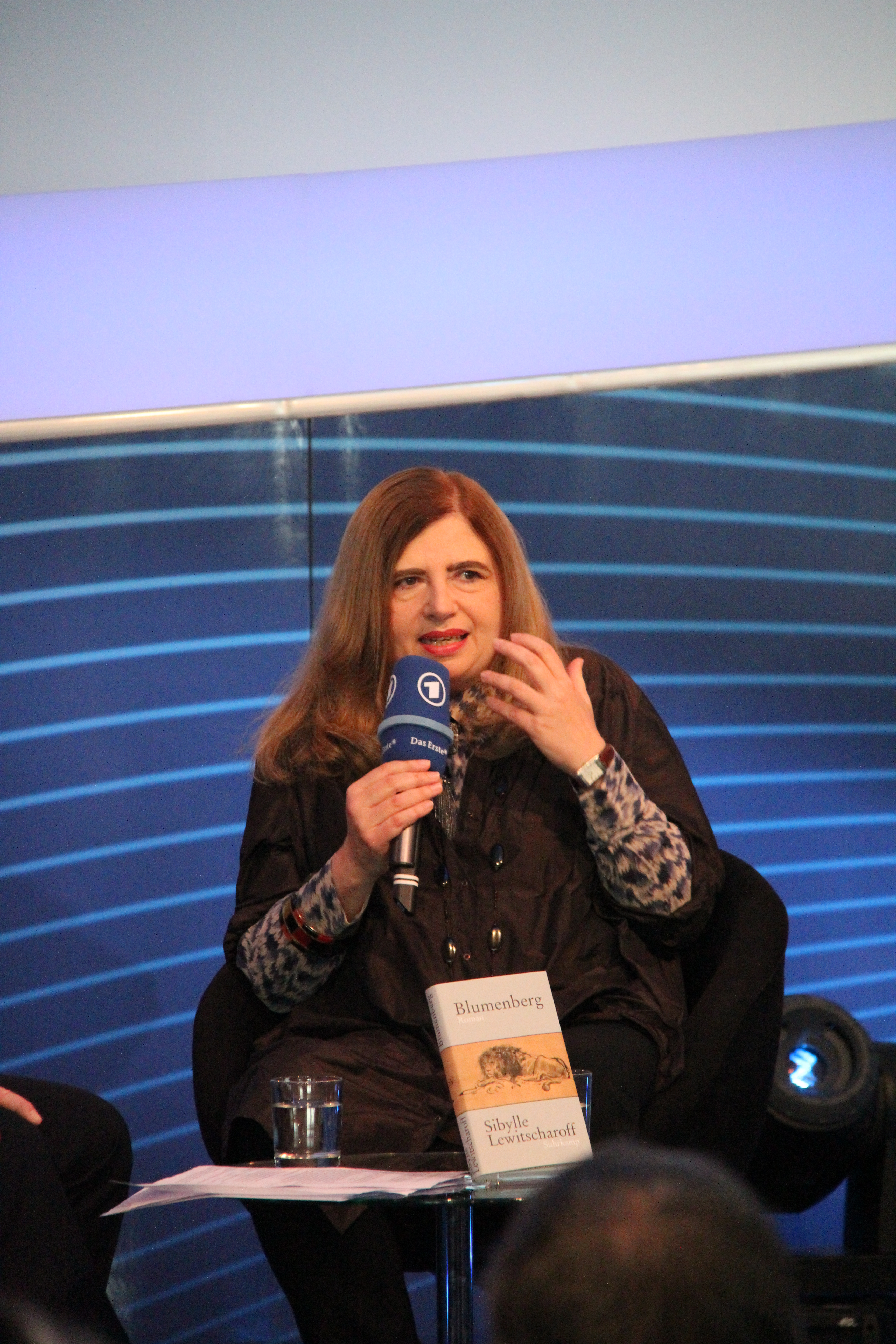
Sibylle Lewitscharoff na Frankfurtském knižním veletrhu v roce 2011 (Autor: JCS)

Sibylle Lewitscharoffová, nepřechýleně Sibylle Lewitscharoff (16. dubna 1954, Stuttgart – 13. května 2023, Berlín) byla německá spisovatelka. Roku 2013 byla vyznamenána prestižní Cenou Georga Büchnera.

## Život
Byla dcerou švábské Němky a bulharského lékaře, který ve 40. letech emigroval do Německa. Vyrůstala ve švábské rodině ve Stuttgartu, kde také roku 1972 složila maturitní zkoušku. V té době se intenzivně zajímala o trockismus a četla Karla Marxe.Později vystudovala religionistiku na Svobodné univerzitě v Berlíně.
V rámci studií strávila v 70. letech rok v Buenos Aires, roku 1984 pobývala dlouhodobě také v Paříži.
Po studiích pracovala několik let jako účetní v jedné reklamní agentuře. Kromě toho se věnovala psaní her pro rozhlas.
Pozornost širší veřejnosti na sebe strhla už roku 1998 během klagenfurtské literární soutěže Ingeborg Bachmannové (Ingeborg-Bachmann-Wettbewerb), na jejímž závěru byla za svou povídku Pong vyznamenána hlavní cenou.
Roku 2014 došlo ke slovní rozepři mezi ní a Judith Schalansky, lesbicky orientovanou německou spisovatelkou, a to z důvodu zvolení metody jejího těhotenství.

## Ocenění
- 1998: cena Ingeborg Bachmannové[2][7]
- 2006: kranichsteinská literární cena (Kranichsteiner Literaturpreis)
- 2007: cena literárních domů (Preis der Literaturhäuser)
- 2007: členka Německé akademie pro jazyk a poezii
- 2008: cena Marie Luise Kaschnitzové (Marie-Luise-Kaschnitz-Preis)
- 2009: cena Lipského knižního veletrhu za román Apostoloff[2][7]
- 2009: Spycher: literární ocenění Leuk
- 2009: cena německé hudební kritiky (Preis der deutschen Schallplattenkritik) za autorkou načtenou audioknihu Apostoloff
- 2010: berlínská literární cena (Berliner Literaturpreis)[7]
- 2010: členka berlínské Akademie umění
- 2011: frankfurtské přednášky o poetice
- 2011: Zweifel am Guten, Wahren, Schönen, curyšské přednášky o poetice
- 2011: Kleistova cena[7]
- 2011: cena Ricardy Huchové (Ricarda-Huch-Preis)
- 2011: cena Marieluise Fleißerové (Marieluise-Fleißer-Preis)
- 2011: literární cena Wilhelma Raabeho (Wilhelm-Raabe-Literaturpreis) za román Blumenberg[7]
- 2011: nominace na Německou knižní cenu za román Blumenberg[2][3][9]
- 2011/2012: stipendistka Internationales Künstlerhaus Villa Concordia v Bambergu
- 2013: stipendistka ve Villa Massimo v Římě
- 2013: profesura bratří Grimmů (Brüder-Grimm-Professur)
- 2013: cena Georga Büchnera[2]
- 2016: nominace na Německou knižní cenu za román Das Pfingstwunder[10]

## Dílo

### Romány
- 36 Gerechte. C. Steinrötter, Münster 1994, ISBN 3-927024-00-7
- Pong. Berlin Verlag, Berlin 1998, ISBN 3-8270-0285-0
- Der höfliche Harald. Berlin Verlag, Berlin 1999, ISBN 3-8270-0349-0
- Montgomery. Deutsche Verlagsanstalt, Stuttgart [u.a.] 2003, ISBN 3-421-05680-3
- Consummatus. DVA, Stuttgart 2006, ISBN 3-421-05596-3
- Apostoloff. Suhrkamp, Frankfurt 2009, ISBN 3-518-42061-5
- Blumenberg. Suhrkamp, Berlin 2011, ISBN 978-3-518-42244-1
- Pong redivivus. Insel Verlag, Berlin 2013, společně s Friedrichem Meckseperem, ISBN 978-3-458-19383-8
- Killmousky. Suhrkamp, Berlin 2014, ISBN 978-3-518-42390-5
- Das Pfingstwunder: Roman. 1. vyd. Berlin: Suhrkamp Verlag, 2016. 350 S.[11]

### Eseje a proslovy
- 36 Gerechte. In: Renatus Deckert (Hrsg.): Das erste Buch. Schriftsteller über ihr literarisches Debüt, Frankfurt, Suhrkamp 2007, ISBN 978-3-518-45864-8
- Der Dichter als Kind. Ein Essay und fünf szenische Objekte. In: Marbacher Magazin 128, Deutsche Schillergesellschaft, Marbach am Neckar 2009, ISBN 978-3-937384-63-4
- Der mörderische Kern des Erzählens. Mit einem Nachwort von Gisela Wand. Rede zur Eröffnung des Europäischen Schriftstellerkongresses 2009 in der Stiftskirche St. Arnual, Saarbrücken. Gollenstein, Merzig 2010, ISBN 978-3-938823-66-8
- Ein Satz als Instrument. Michael Lentz und Sibylle Lewitscharoff im Gespräch. In: Ich liebe Dich. Marbacher Magazin 136, Deutsche Schillergesellschaft, Marbach am Neckar 2011, ISBN 978-3-937384-78-8, S. 5–52
- Über die Niederlage. Klagenfurter Rede zur Literatur 2011.
  - O prohře. Klagenfurtská řeč k literatuře. Přel. Radovan Charvát. Text v češtině (PDF; 277 kB) a video v němčině[nedostupný zdroj].
- Vom Guten, Wahren und Schönen: Frankfurter und Zürcher Poetikvorlesungen. Suhrkamp, Berlin 2012, ISBN 978-3-518-12649-3

### Drama
- Vor dem Gericht. Premiéra 2012 v Národním divadle v Mannheimu, režie: Burkhard C. Kosminski